# Lissac, Haute-Loire
Lissac är en kommun i departementet Haute-Loire i regionen Auvergne-Rhône-Alpes i centrala Frankrike. Kommunen ligger i kantonen Saint-Paulien som tillhör arrondissementet Le Puy-en-Velay. År 2022 hade Lissac 293 invånare.

## Befolkningsutveckling
Antalet invånare i kommunen Lissac
| Referens: INSEE |